# Edward Parnell
Edward Louis Parnell (* 21. Juni 1875 in Bovey Tracey; † 2. Februar 1941 in Paignton) war ein britischer Sportschütze und Offizier.

## Erfolge
Edward Parnell nahm an den Olympischen Spielen 1912 in Stockholm in drei Disziplinen teil. Die Einzelkonkurrenz mit dem Armeegewehr auf 600 m schloss er mit 84 Punkten auf dem 18. Rang ab. Den Dreistellungskampf über 300 m beendete er auf Rang 56. Mit dem Armeegewehr belegte er mit der britischen Mannschaft über vier verschiedene Distanzen hinter den Vereinigten Staaten und vor Schweden den zweiten Platz und sicherte sich so die Silbermedaille. Parnell war gemeinsam mit drei weiteren Mannschaftsmitgliedern mit jeweils 266 Punkten der drittbeste Schütze der Mannschaft, zu der außer ihm noch Arthur Fulton, Henry Burr, James Reid, Harcourt Ommundsen und Edward Skilton gehörten.
Sein Sohn Leslie Parnell fiel 1917 während des Ersten Weltkriegs in Ypern. Parnell selbst diente ebenfalls im Ersten Weltkrieg und schied nach Kriegsende als Major aus dem Dienst aus.